# Búlder

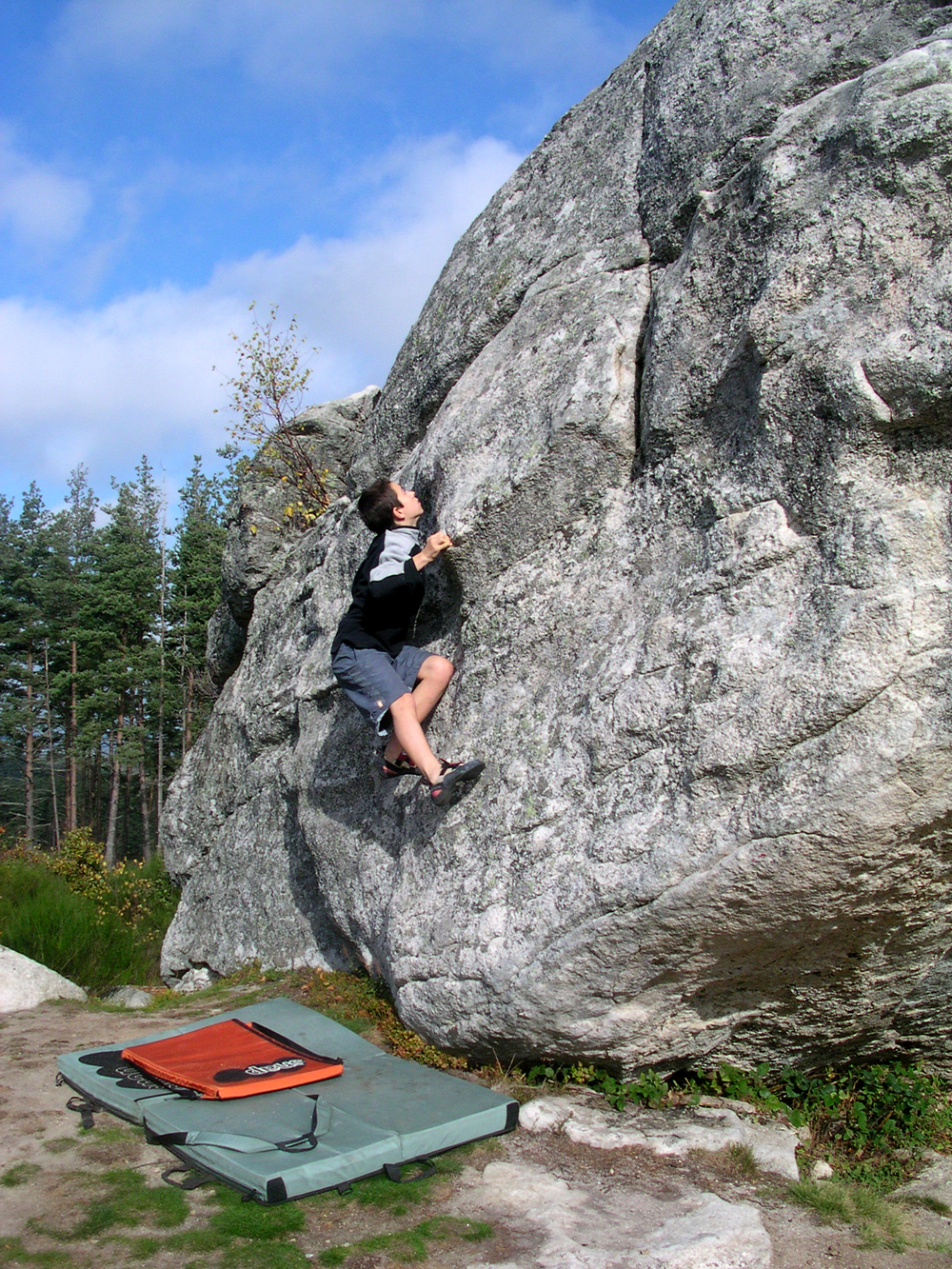
Práctica del búlder.

Búlder (adaptación del inglés boulder), escalada en bloque o bouldering, es una modalidad de escalada que consiste en escalar bloques de roca o pequeñas paredes, que pueden ser de máximo 8 metros, sin la necesidad de los materiales de protección convencionales de la escalada (cuerda, arnés, elementos de fijación, etc.), pues se realiza de lado y subiendo muy poco. La roca presenta "problemas" a resolver, tanto en ascenso como en travesía (horizontal). En este tipo de escalada prima la dificultad extrema durante trayectos muy cortos. Escalar en esta modalidad se conoce en argot como "blocar".
Generalmente se emplea una colchoneta portátil denominada "crash pad" y la pericia atenta de los compañeros, "porteros", quienes deben cuidar al escalador para que la posible caída no tenga consecuencias.
Hacia el final de los años 1970, apareció en Mallorca una derivación de este tipo de escalada, denominada "psicobloc". El mismo consiste en escalar bloques a gran altura con caída directa al mar. En este tipo de escalada la única protección es la propia agua.
Existen salones o muros especializados en esta modalidad que se han convertido en verdaderos gimnasios para el entrenamiento ya que este tipo de escalada requiere de un excelente estado físico y de mucha fuerza en los brazos.
Durante los últimos años ha aparecido una polémica sobre el impacto de esta modalidad sobre las rocas, debido a la limpieza de los agarres. Está en manos de los "aperturistas" no convertirse en meros limpiadores y cepillar selectivamente para no deteriorar el medio y con ello preservar la zona para futuras generaciones de escaladores.
Entre los muchos deportistas que realizan esta disciplina se destacan: Chris Sharma, Daniel Woods, Alex Honnold, Pedro Popelka, Lucas Gabler, Dani Andrada, Dave Graham, Patxi Usobiaga y Adam Ondra. Se considera precursores de está disciplina a Oscar Eckenstein (1859–1921), Pierre Allain (1904–2000) y a John Gill (1937) .
En los últimos años esta modalidad de escalada ha adquirido mucha popularidad y por ello una gran cantidad de personas se inician en esta práctica sin tener nociones previas de escalada o montañismo. Esto puede presentar un problema si estas personas no cuidan el entorno donde se desarrolla esta actividad y no respetan las normas o regulaciones de la escalada en entornos naturales. Es por tanto muy importante para el buen desarrollo y mantenimiento de estas actividades el cuidado y respeto al medio natural, para ello diversas asociaciones de escaladores se reúnen con los responsables de la gestión de los entornos naturales donde se practican estas actividades con el fin de lograr acuerdos de uso y práctica que sean compatibles con la buena conservación y uso de los espacios naturales.